# برتونی
شهر برتونی (به فرانسوی: Bertogne) در شهرستان بستونی در استان لوکزامبورگ در منطقه فدرال والوون در کشور بلژیک واقع شده‌است.